# Robert Amic
Pour les articles homonymes, voir Amic.
Robert Amic est un pilote de rallye franco-marocain, établi à Casablanca. Il a remporté le Rallye du Maroc en 1952.
Au début des années 1950, il est représentant commercial de Simca au Maroc, exerçant au sein de l'entreprise familiale, les Établissements Amic, dirigée par son père Georges,. 

## Palmarès
| Image externe |                                            |
|               | Robert Amic, victorieux au Rallye du Maroc |

- Vainqueur du Rallye du Maroc 1952 (copilote Mareschi Sauveur), sur Simca Aronde[3],[4],[5],[6]
- 2e en catégorie 1.5L. au Grand Prix d'Agadir en janvier 1951, sur Simca 8 Sport.

Il participa également :
- aux 12 Heures de Casablanca, à Ain Diab en mai 1952, (copilote Raymond Veyssiere), terminant 10e sur Simca Aronde.
- au Rallye du Maroc 1953 (copilote Mareschi).

## Vie privée
Robert Amic s'est marié le 6 mars 1951 avec Michèle Cornette.